# Bâtiment du ministère des Affaires étrangères égyptien
Le Bâtiment du ministère des Affaires étrangères égyptien est un immeuble de 143 mètres de hauteur construit au Caire en Égypte en 1994. En 2023 c'est le deuxième plus haut immeuble Égypte. Il abrite des bureaux du ministère des Affaires étrangères égyptien.
L'immeuble a coûté 127 millions de livres égyptiennes. 
Les 6 premiers niveaux ont une surface de 3 600 m2 par étage. Les étages 7 à 36 ont une surface de 1 700 m2 par étage.